# Weinrebenkreuz

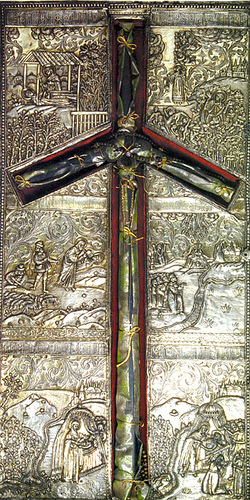
Kreuz der Heiligen Nino, Sioni-Kathedrale, Tbilissi

Das Weinrebenkreuz (georgisch: ჯვარი ვაზისა, Dschwari Wasissa; auch Georgisches Kreuz oder Kreuz der Heiligen Nino) ist ein Kreuz der georgischen orthodoxen Apostelkirche. Sein Charakteristikum sind die herabhängenden Arme, manchmal wird es auch mit gebogenem Querbalken dargestellt. Es ist eines der Hauptsymbole der georgischen Orthodoxie und stammt aus der Zeit des 4. Jahrhunderts, als das Christentum in Georgien Staatsreligion wurde.

## Hagiographie

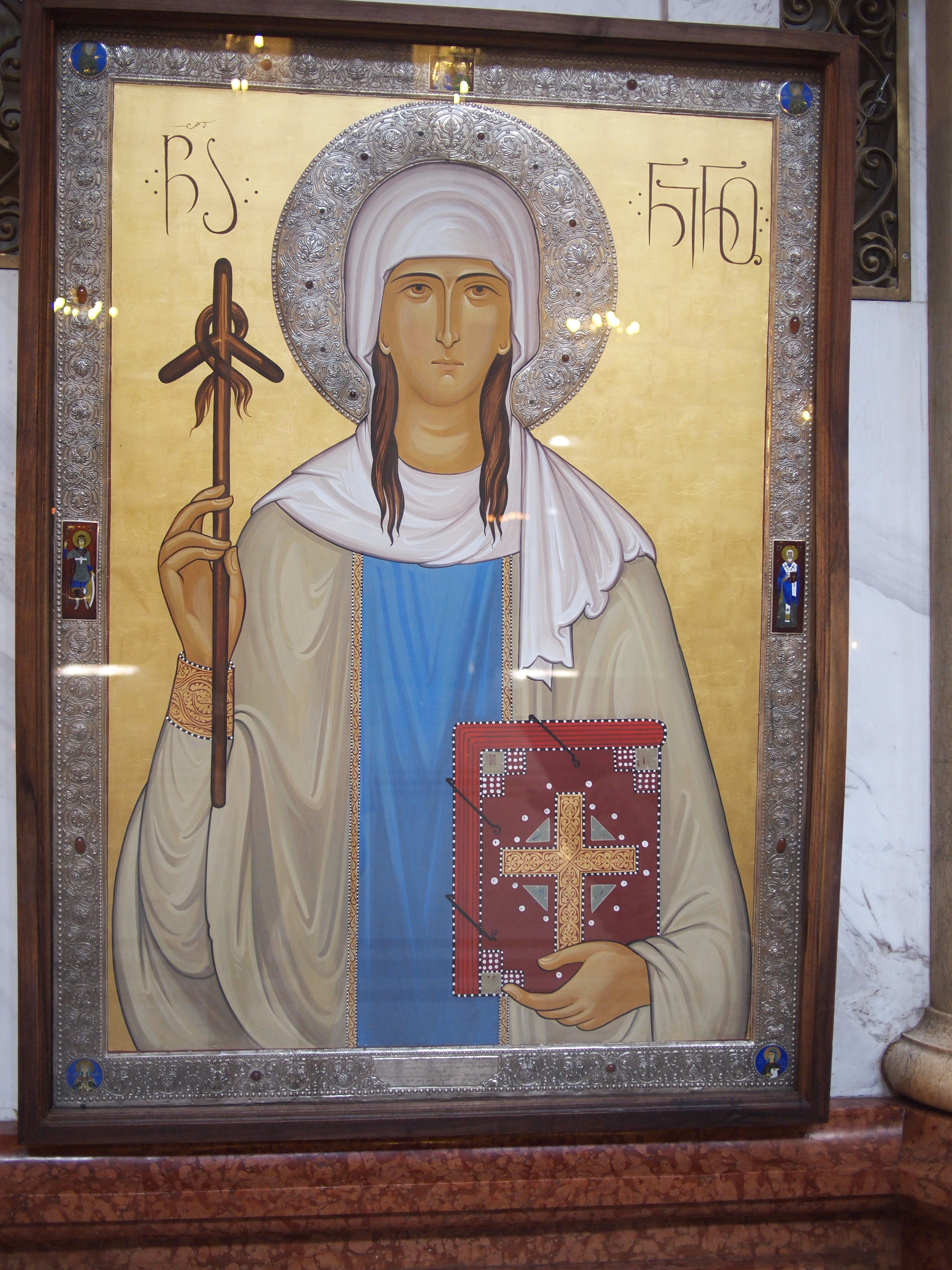
Heilige Nino

Der orthodoxen Hagiographie zufolge soll die Heilige Nino das Weinrebenkreuz von der Jungfrau Maria erhalten und von Kappadokien nach Mzcheta in Georgien gebracht haben. Eine andere Legende beschreibt, wie sie es auf ihrer Reise aus zwei Weinreben selbst angefertigt und dabei Strähnen von Eigenhaar verwendet habe.
Erst auf Ikonen der frühen Neuzeit wird das Weinrebenkreuz mit herabhängenden Armen dargestellt.

## Reliquie
Das Kreuz der Heiligen Nino wurde jahrhundertelang als Reliquie in der Swetizchoweli-Kathedrale in Mzcheta aufbewahrt. Um es vor Eroberern zu schützen, wurde es im Mittelalter mit dem georgischen Kronschatz in der abgeschiedenen und 2170 m ü. NN gelegenen Kirche Gergetier Dreifaltigkeitskirche (Zminda Sameba) am Berg Kasbek eingelagert. Persische Eroberer sollen es später nach Armenien gebracht haben. Von dort gelangte es schließlich nach Moskau. Der russische Zar Alexander I. gab es nach der Annexion Georgiens 1801 an das Gouvernement Tiflis. Es befindet sich heute in der Sioni-Kathedrale in Tbilissi.

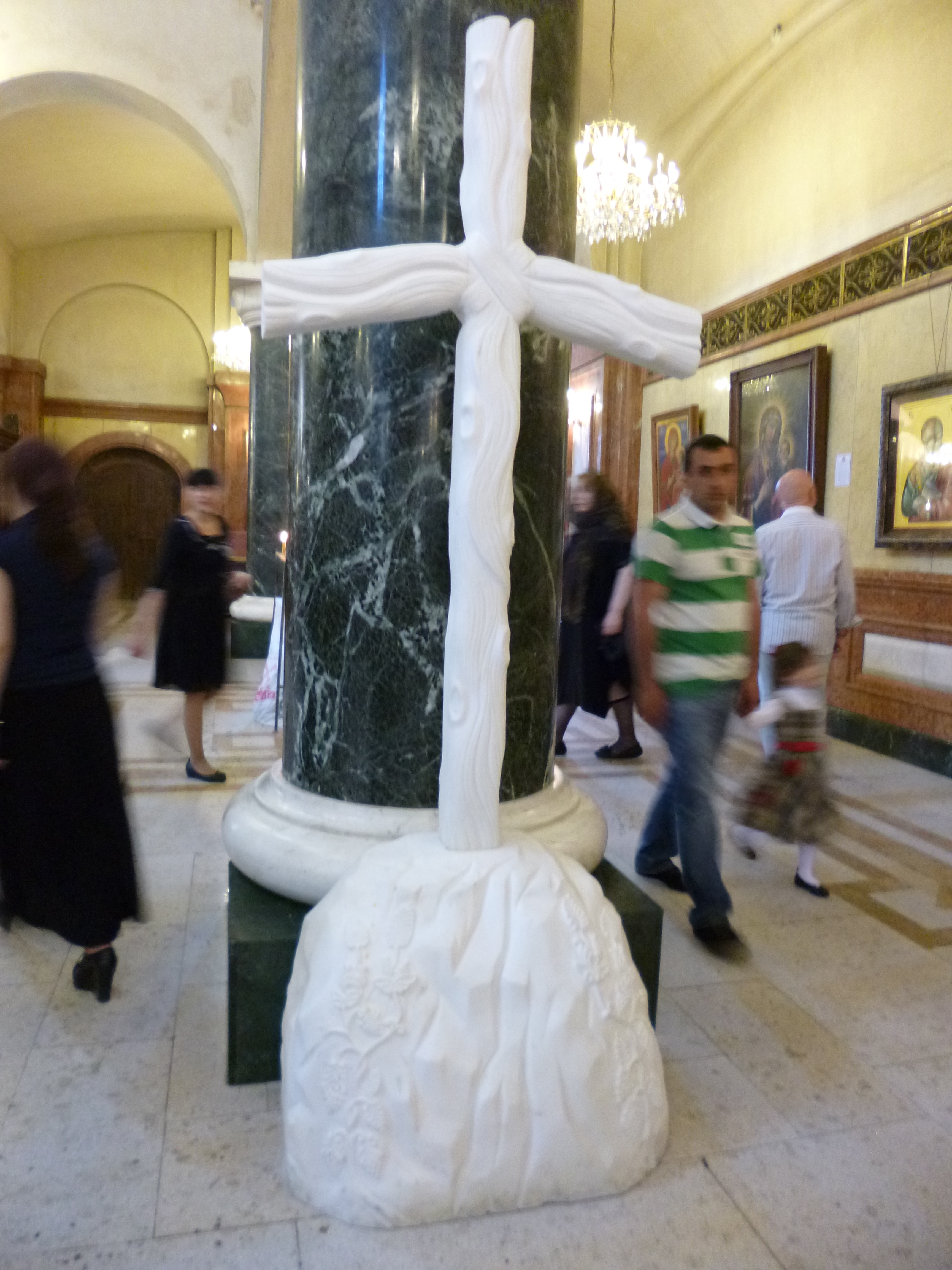
Ninokreuz in der Sameba-Kathedrale, Tiflis
Flagge des Bezirks Kaspi